# میلاوانا
میلاوانا (به لاتین: Millawana) یک منطقهٔ مسکونی در سری‌لانکا است که در استان مرکزی (سری‌لانکا) واقع شده‌است.